# Entre tus brazos
Entre tus brazos es el nombre del octavo álbum de estudio grabado por el intérprete mexicano Alejandro Fernández. Fue lanzado al mercado bajo los sellos discográficos Sony Discos y Sony Music México el 25 de abril de 2000.y nuevamente fue otro éxito arrollador.
En este álbum, Alejandro Fernández volvió a la colaboración con el compositor y productor musical cubano-estadounidense Emilio Estefan, Jr. y el compositor y productor musical colombiano Kike Santander, quien ya trabajó en el álbum del artista Me estoy enamorando (1997) con la participación de Jorge Calandrelli, Randall M. Barlow, George Noriega, José Antonio Molina y Juan Vicente Zambrano. También marcó el debut del artista como compositor con la canción «Entre tus brazos». Grabó vídeos musicales para los temas «Quiéreme», «Háblame» y «Quisiera».
La canción «Quiéreme» recibió una nominación al Premio Grammy Latino al Mejor Interpretación Vocal Pop Masculina en la 1°. edición anual de los Premios Grammy Latinos celebrada el miércoles 13 de septiembre de 2000, pero finalmente perdió frente a Tú mirada de Luis Miguel.

## Lista de canciones
| Entre tus brazos |                       |                                                                 |          |  |
| N.º              | Título                | Escritor(es)                                                    | Duración |  |
| 1.               | «Háblame»             | Shakira Mebarak                                                 | 4:28     |  |
| 2.               | «Quisiera»            | Kike Santander                                                  | 4:04     |  |
| 3.               | «Estás aquí»          | Kike Santander                                                  | 4:53     |  |
| 4.               | «Quiéreme»            | Randall M. Barlow, Angie Chirino, George Noriega                | 4:54     |  |
| 5.               | «Si te vas»           | Kike Santander                                                  | 4:01     |  |
| 6.               | «Nunca me arrepiento» | Emilio Estefan, Jr.                                             | 3:28     |  |
| 7.               | «Agua de mar»         | Kike Santander                                                  | 4:53     |  |
| 8.               | «Siento»              | Roberto Bladés, Jorge Casas, Angie Chirino, Emilio Estefan, Jr. | 3:54     |  |
| 9.               | «Entre tus brazos»    | Ximena Díaz, Jorge Estrada, Alejandro Fernández                 | 4:28     |  |
| 10.              | «No será igual»       | Kike Santander                                                  | 4:05     |  |
| 11.              | «Cada mañana»         | Francisco Céspedes                                              | 4:53     |  |
| 12.              | «Te llevo guardada»   | Kike Santander                                                  | 4:12     |  |
| 13.              | «Enséñame»            | Kike Santander                                                  | 3:58     |  |
| 55:07            |                       |                                                                 |          |  |

## Créditos y personal
- Robert L. Adcock - Chelo
- Richard Altenbach - Violín
- Marcelo Anez - Ingeniero, edición digital
- Eduardo Arias - Maquillaje
- Gennady Aronin - Violín
- Andrés Bermúdez - Ingeniero Asistente
- Randall M. Barlow - Trompeta, Arreglador, Productor, Arreglos de cuerda
- Tim Barnes - Viola
- Robert Becker - Viola
- Jennifer Bellusci - Violín
- Pablo Bernal - Batería
- Ed Calle - Saxofón
- Daniel Betancourt - Programación del teclado
- Ricky Blanco - Ingeniero asistente
- Carlos Álvarez - Ingeniero
- Edwin Bonilla - Percusión
- Gustavo Bonnet - Ingeniero asistente
- Denyse Buffum - Viola
- Richard Bravo - Percusión
- Tambores Olbin - Burgos
- Alex Caballero - Ingeniero asistente
- Ilustraciones, diseño de Alberto Carballo Cabiedes
- Jorge Calandrelli - Arreglista, Productor, Orquestación, Director de cuerdas
- Tony Concepción - Trompeta
- Darius Campo - Violin
- Scott Canto - Ingeniero
- Carole Castillo - Viola
- Jorge Chagoya - Ingeniero asistente
- Huifang Chen - Violín
- Angie Chirino - Vocals (bckgr)
- David Cole - violonchelo
- Luis Conte - Percusión
- Larry Corbett - Chelo
- Gustavo Correa - Violín
- Omar Cruz - Fotografía
- Debbie Datz - Pyle Contractor
- Dana Teboe - Trombón
- Brian Dembow - Viola
- Sania Derevianko - Violín
- Kevin Dillon - Coordinador de estudio
- John DiPuccio - Violín
- Earl Dumler Horn - (inglés), oboe
- Nathan East - Bass
- Doug Emery - Teclados
- Emilio Estefan, Jr. - Productor
- David Ewart - Violín
- Joan Faigen - Violín
- Alfred Figueroa - Ingeniero
- Ramón Flores - Trompeta
- Marco Gamboa - Ingeniero asistente
- Garabedian Armen - Violín
- Garabedian de Berj - Violín
- Javier Garza - Mixing
- Pamela Goldsmith - Viola
- Endre Granat - Violín
- Alan Grunfeld - Violín
- Mauricio Guerrero Ingeniero, mezcla
- Clayton Haslop - Violín
- Julio Hernandez - Bajo sexto
- Óscar Hildalgo - Bajo sexto
- Lily Ho-Chen - Violín
- Tiffany Hu - Violín
- Claudio Jaffe - Chelo
- Pat Johnson - Violín
- Dennis Karmazyn - Chelo
- Suzie Katayama - Violonchelo
- Ezra Kliger - Violín
- Gina Kronstadt - Violín
- Sebastián Krys - Engineer
- Janet Lakatos - Viola
- Coordinación de producción de Leyla Leeming
- Brian Leonard - Violín
- Gayle Levant - Arpa
- Lee Levin - Percusión, programación de batería
- Michael Levine - Teclados
- Dane Little - Chelo
- Manny López - Guitarra
- Cuerdas de la Orquesta Sinfónica de Los Ángeles
- Bob Ludwig - Mastering
- Mei Mei Luo - Violín
- Tony Mardini -  Ingeniero asistente
- Michael Markman - Violín
- Harvey Mason, Sr. - Drums
- Ed Meares - Bass
- Steve Menezes - Coordinador de estudio
- Cuerdas sinfónica de cuerdas de Miami
- Wendy Pederson - Voz (bckrg)
- Alfredo Oliva - Concret Master
- Gerry Miller - Violín
- José Antonio Molina - Cuerdas, Arreglista, Voces (bckgr), Productor
- Jorge Moraga - Viola
- Horia Moroaica - Violín
- Susan Moyer - Chelo
- Herman "Teddy" Mulet - Trompeta
- Marian Myszko - Violín
- Dan Neufeld - Viola
- Carlos Nieto - Ingeniero
- Joel Numa - Ingeniero
- Charles Paakkari - Ingeniero asistente
- Rafael Padilla - Percusión
- Laszio Pap - Violín
- Andy Pechenik - Soporte técnico
- Archie Peña - Percusión
- Freddy Piñero, Jr.  - Ingeniero
- Barbara Porter - Violín
- Rachel Purkin - Violín
- Rita Quintero - Vocals (bckgr)
- Gil Romero - Violín
- Sheldon Sanov  - Violín
- John Scanlon - Viola
- Eric Schilling - Ingeniero
- Harry Shirinian - Viola
- Leonid Sigal - Violín
- Christina Soule - Chelo
- Ramón Stagnaro - Guitarra (Acústica), Guitarra
- Ron Strauss - Viola
- Steve Svensson - Viola
- Ron Taylor - Iny
- Joel Timm Horn - (inglés), Oboe
- Richard Todd - French Horn
- Olivia Tsui - Violín
- Mari Tsumura - Violín
- Randy Waldman - Teclados
- Dan Warner - Guitarra, Guitarra (Eléctrica)
- Chris Wiggins - Ingeniero asistente
- Ed Williams - Ingeniero asistente
- Mariusz Wojtowica - Violín
- Yzn Xi Viola
- Juan Vicente Zambrano - Arreglista, Teclados, Programación, Productor
- Julio Zambrano - Voces (bckgr)
- Patty Zimmitti - Contractor
- Mihail Zinovyev - Viola

## Lista de posiciones

### Álbum
| Año  | Chart                      | Posición |
| ---- | -------------------------- | -------- |
| 2000 | Billboard Billboard 200    | 144      |
| 2000 | Billboard Top Latin Albums | 1        |
| 2000 | Billboard Latin Pop Albums | 1        |

### Sencillos
| Año  | Chart                                    | Canción       | Posición |
| ---- | ---------------------------------------- | ------------- | -------- |
| 2000 | Billboard Hot Latin Songs                | «Quiéreme»    | 3        |
| 2000 | Billboard Latin Pop Airplay              | «Quiéreme»    | 2        |
| 2000 | Billboard Latin Regional Mexican Airplay | «Quiéreme»    | 37       |
| 2000 | Billboard Hot Latin Songs                | «Si te vas»   | 4        |
| 2000 | Billboard Latin Pop Airplay              | «Si te vas»   | 2        |
| 2000 | Billboard Latin Pop Airplay              | «Agua de mar» | 26       |

## Certificaciones
| País           | Organismo certificador | Certificación | Ventas certificadas | Simbolización |
| -------------- | ---------------------- | ------------- | ------------------- | ------------- |
| México         | AMPROFON               | Platino + Oro | 225.000             | ▲●            |
| Estados Unidos | RIAA (Latin)           | 2× Platino    | 200.000             | 2▲            |